# Indalete
Indalete fue la mascota oficial de los Juegos Mediterráneos de 2005, celebrados en Almería (España). Fue diseñado por Antonio Esquivias.

## Historia
Indalete fue diseñado el 2 de julio de 2001 por el sevillano Antonio Esquivias. La mascota multicolor que sostiene un arcoíris, se inspiró en el indalo, figura rupestre símbolo de Almería. Esquivias presentó el boceto al concurso para escoger la mascota de los Juegos Mediterráneos de 2005, cuya final sería por votación popular. Tras una serie de fases previas, quedaron 26 semifinalistas, de los cuales fueron elegidos 5 diseños ganadores, siendo Indalete el más votado. El Comité Organizador de los Juegos Mediterráneos Almería 2005 refrendo la victoria del diseño de Esquivias.
Aunque la idea era someter el nombre también a una votación, se prefirió mantener el nombre propuesto por el mismo candidato.